# Walba
Walba is een Duits historisch merk van scooters.
De bedrijfsnaam was Walba-Fahrzeugbau, Reutlingen.
Walba was een Duits merk dat van 1949 tot 1952 door Dr. Baibaschewski ontwikkelde scooters met ILO-motoren van 98- tot 173 cc maakte. De merknaam was afgeleid van de naam van Walter Baibaschewski. De ontwerpen kwamen van de bekende industrieel ontwerper Louis Lepoix